# Frankrikes ambassad i Ottawa
Frankrikes ambassad i Ottawa är Frankrikes primära diplomatiska representation i Kanada. Sedan 1938 ligger ambassaden i ett art-decoinspirerat hus i Ottawa. 

## Ambassaden
Frankrike öppnade sin första beskickning i Kanada 1928 och 10 år senare byggdes det nuvarande huset i Ottawa. Huset ligger granne med den kanadensiska premiärministerns residens. Förutom ambassaden har Frankrike generalkonsulat i Montréal, Québec, Toronto, Vancouver och Moncton.

## Ambassadören
Frankrikes ambassadör i Kanada är sedan 2008 François Delattre. Delattre har tidigare bland annat varit fransk generalkonsul i New York och arbetat i dåvarande presidenten  Jacques Chiracs utrikespolitiska grupp med ansvar för hanteringen av inbördeskriget i Bosnien samt som rådgivare åt Alain Juppé under hans tid som utrkesminister 1993-95.